# Universidad Nacional Autónoma de Chota
La Universidad Nacional Autónoma de Chota  (sigla: UNACH) es una universidad pública ubicada en la ciudad de Chota, Perú. Su campus principal se localiza en la ciudad de Chota. La UNACH cuenta con 5 carreras profesionales.

## Carreras profesionales
- Ingeniería Civil
- Ingeniería Agroindustrial
- Ingeniería Forestal y Ambiental
- Contabilidad
- Enfermería

## Rankings académicos
En los últimos años se ha generalizado el uso de rankings universitarios internacionales para evaluar el desempeño de las universidades a nivel nacional y mundial; siendo estos rankings clasificaciones académicas que ubican a las instituciones de acuerdo a una metodología científica de tipo bibliométrica que incluye criterios objetivos medibles y reproducibles, tomando en cuenta por ejemplo: la reputación académica, la reputación de empleabilidad para los egresantes, la citas de investigación a sus repositorios y su impacto en la web. Del total de 92 universidades licenciadas en el Perú, la Universidad Nacional de Chota se ha ubicado regularmente dentro del tercio inferior a nivel nacional en determinados rankings universitarios internacionales.